# Villers-le-Lac
Villers-le-Lac – miejscowość i gmina we Francji, w regionie Burgundia-Franche-Comté, w departamencie Doubs.
Według danych na rok 1990 gminę zamieszkiwały 4203 osoby, a gęstość zaludnienia wynosiła 139 osób/km² (wśród 1786 gmin Franche-Comté Villers-le-Lac plasuje się na 33. miejscu pod względem liczby ludności, natomiast pod względem powierzchni na miejscu 30.).